# Кастро, Рауль Эктор
Рау́ль Э́ктор Ка́стро (англ. Raúl Héctor Castro; 12 июня 1916, Кананеа, Мексика — 10 апреля 2015) — американский политик, посол, 14-й губернатор Аризоны.

## Биография

### Ранние годы и образование
Рауль Эктор Кастро родился 12 июня 1916 года в Кананеа, штат Сонора, Мексика. В 1926 году он вместе с семьёй переехал в Аризону, а в 1939 году получил гражданство США. В том же году Кастро окончил педагогический колледж при Университете Северной Аризоны в Флагстаффе. Затем он на протяжении пяти лет работал секретарём на дипломатической службе в Агуа-Приета, приграничном городе в его родном штате Сонора, но никогда не забывал свою мечту стать юристом. В 1949 году Кастро получил степень доктора права в юридическом колледже Аризонского университета, был принят в коллегию адвокатов Аризоны, и после двух лет юридической практики в Тусоне был заместителем прокурора округа Пима.

### Карьера
С 1955 по 1959 год Кастро был окружным прокурором, а с 1959 по 1964 год — судьёй Высшего суда округа Пима. В 1964 году президент Линдон Джонсон назначил Кастро послом США в Сальвадоре, а в 1968 году — послом в Боливии.
В 1970 году Кастро баллотировался от Демократической партии на пост губернатора, однако проиграл выборы действующему губернатору республиканцу Джеку Уильямсу. В 1974 году Кастро стал первым губернатором Аризоны мексиканского происхождения. В 1977 году, после двух лет на посту губернатора, Кастро был назначен президентом Джимми Картером послом в Аргентине. Он занимал этот пост до 1980 года.

### Признание
В 2007 году Университет Северной Аризоны назвал в честь Кастро здание Колледжа социальных и бихевиоральных наук. Будучи студентом, он участвовал в соревнованиях по лёгкой атлетике и боксу, и в 1988 году был введён в Зал славы лёгкой атлетики Университета Северной Аризоны.

### Задержание
12 июня 2012 года, несмотря на удушающую жару, Кастро был задержан более чем на полчаса Пограничным патрулём США после того, как на его автомобиле обнаружены следы радиации. Объяснив, что излучение связано с медицинскими процедурами, которые он прошёл в Тусоне за день до этого, экс-губернатор был освобождён.
Умер 10 апреля 2015 года во сне в Сан-Диего, где он находился в хосписе.